# 丹尼尔·马丁
丹尼尔·马丁（2001年7月31日—），印尼男子羽毛球運動員，隸屬針記羽毛球俱樂部。2023年5月23日，與搭档利奥·罗利·卡尔南多的世界排名位居男雙第九位。

## 羽球生涯
2018年7月，丹尼尔·马丁代表印尼参加本国举办的亞洲青年羽毛球錦標賽，助印尼队赢得混团季军。同年11月，他代表印尼参加加拿大萬錦市举办的世界青年羽毛球錦標賽，助印尼队赢得混团季军。同年12月，他与利奥·罗利·卡尔南多出战孟加拉羽毛球國際挑戰賽，在男双决赛以2比0（21-16、21-11）横扫泰国强档的苏柏·宗国/瓦切拉维·索吞，夺得个人首个國際挑戰賽男双冠军。同期12月，他分别与利奥·罗利·卡尔南多以及妮塔·维奥莉娜·马瓦尔出战土耳其羽毛球國際賽，在男双决赛以2比1（21-14、13-21、23-21）力克英格兰强档的彼得·布里格斯/格雷戈里·梅尔斯，夺得个人首个國際系列賽男双冠军；而混双準决赛以1比2（16-21、21-16、19-21）不敌新加坡强档的丹尼·巴瓦·克里斯南塔/陈薇涵。
2019年2月，丹尼尔·马丁与利奥·罗利·卡尔南多出战伊朗羽毛球國際挑戰賽，在男双準决赛以1比2（19-21、21-13、15-21）不敌队友的普拉穆迪亚·库苏马瓦达纳·里扬托/耶烈米亚·埃里克·约舍·雅各布。同年4月，他与妮塔·维奥莉娜·马瓦尔出战越南羽毛球國際挑戰賽，在混双準决赛以1比2（15-21、21-18、22-24）不敌资格赛组合、日本的綠川大輝/齋藤夏。同年6月，他与利奥·罗利·卡尔南多出战馬來西亞羽毛球國際系列賽，在男双决赛以2比1（17-21、21-17、21-11）击败了赛会4号种子、东道主强档的刘航益/吴永昌，赢得國際系列賽男双冠军。

## 主要比賽成績
只列出曾進入準決賽的國際賽事成績：
| 年份   | 賽事                     | 公開賽級別 | 項目     | 拍檔                   | 成績   |
| ------ | ------------------------ | ---------- | -------- | ---------------------- | ------ |
| 2018年 | 亞洲青年羽毛球錦標賽     | 其他       | 混合團體 | －                     | 季軍   |
| 2018年 | 世界青年羽毛球錦標賽     | 其他       | 混合團體 | －                     | 季軍   |
| 2018年 | 孟加拉羽毛球國際挑戰賽   | 國際挑戰賽 | 男子雙打 | 利奥·罗利·卡尔南多     | 冠軍   |
| 2018年 | 土耳其羽毛球國際賽       | 國際系列賽 | 男子雙打 | 利奥·罗利·卡尔南多     | 冠軍   |
| 2018年 | 土耳其羽毛球國際賽       | 國際系列賽 | 混合雙打 | 妮塔·维奥莉娜·马瓦尔   | 準決賽 |
| 2019年 | 伊朗羽毛球國際挑戰賽     | 國際挑戰賽 | 男子雙打 | 利奥·罗利·卡尔南多     | 準決賽 |
| 2019年 | 越南羽毛球國際挑戰賽     | 國際挑戰賽 | 混合雙打 | 妮塔·维奥莉娜·马瓦尔   | 準決賽 |
| 2019年 | 馬來西亞羽毛球國際系列賽 | 國際系列賽 | 男子雙打 | 利奥·罗利·卡尔南多     | 冠軍   |
| 2019年 | 亞洲青年羽毛球錦標賽     | 其他       | 混合團體 | －                     | 亚军   |
| 2019年 | 亞洲青年羽毛球錦標賽     | 其他       | 男子雙打 | 利奥·罗利·卡尔南多     | 冠軍   |
| 2019年 | 世界青年羽毛球錦標賽     | 其他       | 混合團體 | －                     | 冠軍   |
| 2019年 | 世界青年羽毛球錦標賽     | 其他       | 男子雙打 | 利奥·罗利·卡尔南多     | 冠軍   |
| 2019年 | 印尼羽毛球國際挑戰賽     | 國際挑戰賽 | 男子雙打 | 利奥·罗利·卡尔南多     | 準決賽 |
| 2020年 | YONEX泰國羽毛球公開賽    | 超級1000賽 | 男子雙打 | 利奥·罗利·卡尔南多     | 準決賽 |
| 2021年 | 湯姆斯盃                 | 其他       | 男子團體 | －                     | 冠軍   |
| 2021年 | 海洛羽毛球公開賽         | 超級500賽  | 男子雙打 | 利奥·罗利·卡尔南多     | 亞軍   |
| 2022年 | 亞洲羽毛球團體錦標賽     | 其他       | 男子團體 | －                     | 亞軍   |
| 2022年 | 東南亞運動會羽毛球比賽   | 其他       | 男子團體 | －                     | 銅牌   |
| 2022年 | 東南亞運動會羽毛球比賽   | 其他       | 男子雙打 | 利奥·罗利·卡尔南多     | 金牌   |
| 2022年 | 新加坡羽毛球公開賽       | 超級500賽  | 男子雙打 | 利奥·罗利·卡尔南多     | 冠軍   |
| 2023年 | 印尼羽毛球大師賽         | 超級500賽  | 男子雙打 | 利奥·罗利·卡尔南多     | 冠軍   |
| 2023年 | 泰國羽毛球大師賽         | 超級300賽  | 男子雙打 | 利奥·罗利·卡尔南多     | 冠軍   |
| 2023年 | 奧爾良羽毛球大師賽       | 超級300賽  | 男子雙打 | 利奥·罗利·卡尔南多     | 準決賽 |
| 2023年 | 馬來西亞羽毛球大師賽     | 超級500賽  | 男子雙打 | 利奧·羅利·卡爾南多     | 準決賽 |
| 2023年 | 香港羽毛球公開賽         | 超級500賽  | 男子雙打 | 利奧·羅利·卡爾南多     | 亞軍   |
| 2024年 | 印尼羽毛球大師賽         | 超級500賽  | 男子雙打 | 利奥·罗利·卡尔南多     | 冠軍   |
| 2024年 | 瑞士羽毛球公開賽         | 超級300賽  | 男子雙打 | 利奧·羅利·卡爾南多     | 準決賽 |
| 2024年 | 汤姆斯盃                 | 其他       | 男子團體 | －                     | 亞軍   |
| 2024年 | 日本羽毛球公開賽         | 超級750賽  | 男子雙打 | 穆罕默德·肖希布·菲克里 | 準決賽 |
| 2024年 | 韓國羽球公開賽           | 超級500賽  | 男子雙打 | 穆罕默德·肖希布·菲克里 | 準決賽 |
| 2024年 | 中國羽毛球公開賽         | 超級1000賽 | 男子雙打 | 穆罕默德·肖希布·菲克里 | 準決賽 |
| 2025年 | 泰國羽毛球大師賽         | 超級300賽  | 男子雙打 | 穆罕默德·肖希布·菲克里 | 亞軍   |
| 2025年 | 亞洲羽毛球混合團体錦標賽 | 其他       | 混合團体 | －                     | 冠軍   |
| 2025年 | 瑞士羽毛球公開賽         | 超級300賽  | 男子雙打 | 穆罕默德·肖希布·菲克里 | 亞軍   |
| 2025年 | 蘇迪曼盃                 | 其他       | 混合團体 | －                     | 季軍   |

| 2018-2026年 | 總決賽 | 超級1000賽 | 超級750賽 | 超級500賽 | 超級300賽 | 超級100賽 | 國際挑戰賽 | 國際系列賽 | 未來系列賽 | 其他 |

### 世界冠軍頭銜
丹尼尔·马丁在羽毛球生涯中共奪得1項羽毛球世界冠軍頭銜。
| 賽事     | 奪冠次數 | 年份               |
| -------- | -------- | ------------------ |
| 湯姆斯盃 | 1        | 2020年（男子團體） |
| 總計     | 1        |                    |

### 奧運會和世錦賽參賽紀錄
|          | 搭檔               | 2021  | 2023 |
| -------- | ------------------ | ----- | ---- |
| 男子雙打 | 利奥·罗利·卡尔南多 | 64強1 | 16強 |

- ^  注解1：賽前退賽

## 主要對賽紀錄
丹尼尔·马丁與主要對手的對賽成績如下（只列出對賽三次或以上對手，僅包括影響世界排名積分的賽事，截至2025年3月6日）：
男雙 - 利奥·罗利·卡尔南多
印尼国家队队员
| 對手                                           | 對賽次數 | 對賽結果 | 對賽結果 | 總計 |
| 對手                                           | 對賽次數 | 勝       | 負       | 總計 |
| ---------------------------------------------- | -------- | -------- | -------- | ---- |
| 穆罕默德·里安·阿利安托 法賈·阿爾弗蘭           | 6        | 5        | 1        | +4   |
| 穆罕默德·阿赫桑 亨德拉·塞蒂亚万                | 4        | 4        | 0        | +4   |
| 普拉穆迪亚·库苏马瓦达纳·里扬托 耶烈米亞·蘭比坦 | 4        | 2        | 2        | 0    |
| 巴加斯·毛拉纳 穆罕默德·肖希布·菲克里           | 4        | 2        | 2        | 0    |
| 凯文·桑加亚·苏卡穆约 吉德翁·马库斯·费尔纳尔迪  | 3        | 0        | 3        | -3   |

其他选手
| 對手                                   | 對賽次數 | 對賽結果 | 對賽結果 | 總計 |
| 對手                                   | 對賽次數 | 勝       | 負       | 總計 |
| -------------------------------------- | -------- | -------- | -------- | ---- |
| 安德斯·斯考劳普·拉斯姆森 金·阿斯特鲁普 | 9        | 4        | 5        | -1   |
| 苏伟译 谢定峰                          | 8        | 2        | 6        | -4   |
| 王耀新 張御宇                          | 4        | 2        | 2        | 0    |
| 保木卓朗 小林優吾                      | 4        | 2        | 2        | 0    |
| 何济霆 周昊東                          | 3        | 3        | 0        | +3   |
| 拉塞·摩爾菲德 葉普·貝伊                | 3        | 2        | 1        | +1   |
| 马克·拉姆斯富斯 马文·埃米尔·塞德尔     | 3        | 2        | 1        | +1   |
| 楊博軒 李哲輝                          | 3        | 1        | 2        | -1   |

## 外部連結
- 丹尼尔·马丁在BWFBadminton.com（英语）
- 丹尼尔·马丁在BWF.TournamentSoftware.com（英语）
- 丹尼尔·马丁在Flashscore（英语）